# Runenstein von Tirsted
Der Runenstein von Tirsted (dänisch Tirstedstenen; DR 216) ist ein etwa 2,5 m hoher Runenstein von etwa 950 n. Chr. Der 1627 in Tirsted auf Lolland in Dänemark gefundene Runenstein steht im Dänischen Nationalmuseum.

## Beschreibung
Der Granitstein wurde auf dem Friedhof gefunden (Fundort), stammt aber vermutlich von einer Höhe östlich der Kirche mit Namen Runestenshøj. 1652 sollte der mächtige Stein (der zweitgrößte in Dänemark) nach Kopenhagen gebracht werden, kam aber nur bis zum Hafen von Nysted. Erst im Jahre 1867 gelangte er über Umwege ins Nationalmuseum, wo er einen zentralen Platz in der Runensteinhalle füllt.
Der mittleren und linke Teil des Steins ist mit Schälchen aus der Bronzezeit versehen, die zeigen, dass er etwa 2000 Jahre vor seiner Verwendung als Runenstein als Kultstein verwendet wurde. Die Rahmenlinien enden an der Spitze in für dänische Runensteine ungewöhnlichen, geflochtenen Knoten.

## Inschrift
Der Stein wurde für einen Wikinger aufgestellt, der in Schweden starb, aber die Verbindung bleibt unklar. Er ist einer der Steine, die belegen, dass sich die Wikinger auch selbst „vikingr“ nannten. Die Inschrift ist in parallelen Reihen auf zwei benachbarten Seiten angeordnet, die zusammen die Breitseite bilden. Die Inschrift ist schwer zu interpretieren. Erik Moltkes (1901–1984) Interpretation von 1976 lautet:
Runenepigraphische Transliteration:
- A osraþr auk hiltu(-)-R : raisþu stain þansi : aft froþa fronti sin : sin ian han uas þo foink : uaiRa
- B ian han uarþ tauþr o suo : þiauþu auk uas furs : i frikis ioþi þo aliR uikikaR

Altnordisch:
- A Ástráðr ok Hildu[ng]r/Hildv[íg]r/Hildu[lf]r reistu stein þenna ept Fraða/Freða, frænda sinn sinn, en hann var þá feikn(?) vera,
- B en hann varð dauðr á Svíþjóðu ok var fyrstr(?) í(?) Friggis(?) liði(?) þá allir víkingar.

Übersetzung:

„A:Asrad und Hildung (evtl. Hildvig/Hildulf) errichteten diesen Stein nach Frede, ihrem Verwandten, aber er war die Angst der Männer (?), B: Und er fand den Tod in Svitjod (Schweden) und war der erste (?) In Friggis (oder Freygeirrs) Gefolge (?) dann (?) alle Wikinger.“